# Jungfru Hilleborg

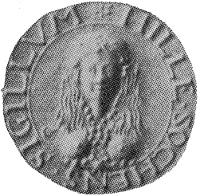
Hille sockens sigill från 1600-talet. Anses vara en skildring av jungfru Hilleborg.

Jungfru Hilleborg är en gestalt som enligt sägen grundade den första kristna kyrkan i byn Hille.

## Sägnen
Enligt Bror Jacques de Wærn sägs hon ha fötts för mer än tusen år sedan i Rom av en romersk köpmansdotter vid namn Ismene och en viking från Hille, vid namn Asmund. Hilleborg växte upp till att bli en vacker kvinna med sin fars blåa ögon, blont hår och hennes mors "ädla anletsdrag". Efter moderns död seglade Hilleborg, vid 16 års ålder, och fader Asmund mot Hille: En annan svensk född i Rom var unge Björn, Hilleborgs jämnårige, som även följde med på resan. Utanför Gästrikekusten anfölls de av andra vikingar som ville röva bort Hilleborg. I striden dog fader Asmund. Hilleborg lovade evig trohet till den unge Björn som därefter blödde ihjäl av sina sår. Fastän skeppets dåliga skick lyckades Hilleborg ta sig till Hille där hon begravde sin far och Björn på grusåsen. Av hennes initiativ byggde hon tillsammans med ortsborna en kyrka i Hille efter den kristna läran hon hört i Rom. Kanske stod den kyrkan på samma plats som nutida Hille kyrka då det fanns tidigare en medeltidskyrka ungefär på samma plats innan den revs. Hille sägs ha fått sitt namn från henne.

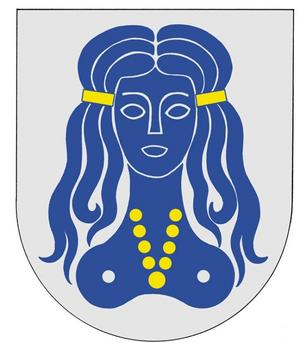
Hille kommuns kommunvapen från 1964 av Hans Schlyter. Förmodad ha blivit inspirerad av Hilles sockensigill från 1600-talet.

## Nutida spår
Hille sockens sigill, uppskattningsvis från 1600/1700-talet, sägs bilden vara en avbildning av jungfru Hilleborg. Hille kommuns kommunvapen                                                 skildrade även jungfru Hilleborg. I Erik Höglunds konstverk, de fyra pylonerna på stortorget i Gävle, så skildras Hille kommuns vapen, därmed                                                       även jungfru Hilleborg. Utifrån kommunvapnet från Hille kommun döptes äldrevårdshemmet, Hilleborg.